# Waldemar Beck
Waldemar Beck (* 14. März 1921 in Fürth; † 4. Juni 2014 in Bamberg) war ein deutscher Ruderer.

## Biografie
Waldemar Beck wurde 1950 und 1952 Deutscher Meister im Einer. Darüber hinaus qualifizierte er sich 1952 zusammen mit Gerhard Füssmann als Deutscher Meister im Doppelzweier für die Olympischen Sommerspiele 1952 in Helsinki. In der Olympia-Regatta schied das Duo im Hoffnungslauf des Halbfinals aus und wurde am Ende Siebter.